# ADAC Формула-Мастер
ADAC Формула-Мастер (нем. ADAC Formel Masters) — бывшая немецкая автогоночная серия, существовавшая с 2008 по 2014 года. В 2015 году была заменена на ADAC Формулу-4.

## О серии
Серия была основана Всеобщим немецким автомобильным клубом (ADAC). Болиды чемпионата были построены на шасси Dallara, использовались двигатели Volkswagen и шины Dunlop.
Гоночный уик-энд чемпионата состоял из пятничных 45-минутной тренировки и 30-минутной квалификации, по результатам квалификации определялся порядок старта для проходящих в субботу первой и второй гонок. Третья гонка проходила по воскресеньям, порядок старта на ней определялся по результатам второй. Каждая гонка длилась по 25 минут.

## Результаты
| Сезон | Чемпион           | Второй             | Третий          | Команда-чемпион              | Отчёт         |
| ----- | ----------------- | ------------------ | --------------- | ---------------------------- | ------------- |
| 2008  | Армандо Паренте   | Нико Мониен        | Клаус Бахлер    | URD Motorsport               | Отчёт (англ.) |
| 2009  | Даниэль Абт       | Клаус Бахлер       | Эдриан Кэмпфилд | Team Abt Sportsline          | Отчёт (англ.) |
| 2010  | Ричи Стенэвей     | Патрик Шраннер     | Марио Фарнбахер | ma-con Motorsport            | Отчёт (англ.) |
| 2011  | Паскаль Верляйн   | Эмиль Бернсторфф   | Свен Мюллер     | Motopark Academy             | Отчёт (англ.) |
| 2012  | Марвин Кирххёфер  | Густав Малья       | Джеффри Шмидт   | Lotus                        | Отчёт (англ.) |
| 2013  | Алессио Пикарелло | Максимилиан Гюнтер | Джейсон Кремер  | ADAC Berlin-Brandenburg e.V. | Отчёт (англ.) |
| 2014  | Миккель Йенсен    | Максимилиан Гюнтер | Тим Циммерман   | Neuhauser Racing Team        | Отчёт (англ.) |

### Комментарии
1. ↑  Отдельные раунды проходили на трассах других Европейских стран.